# Festivalul de la Woodstock
Woodstock Music & Art Fair (informal, Woodstock sau Festivalul Woodstock) a fost un festival de muzică intitulat „Trei zile de pace și muzică”, ținut pe terenul (2,4 km2) unui fermier numit Max Yasgur, în apropierea cătunului White Lake, în orașul Bethel, New York (stat), în perioada 15-18 august 1969. Bethel este situat la 43 mile (69 km) sud-vest de orașul Woodstock, New York (stat).
Evenimentul a fost subiectul unui film documentar de trei ore, în care au fost surprinse atât momente muzicale din festival, cât și reacția entuziastă a publicului.

## Planificarea și pregătirea
Festivalul a fost organizat de patru tineri: Michael Lang, John P. Roberts, Joel Rosenman și Artie Kornfeld, nici unul dintre aceștia nu depășea vârsta de 26 de ani.
Doi dintre organizatori (Roberts și Rosenman) proveneau din familii bogate de comercianți, având posibilitatea să investească bani pentru acoperirea cheltuielilor de organizare. Cei doi publicaseră un anunț în cotidianele The New York Times și The Wall Street Journal, care suna astfel: „Tineri cu capital nelimitat în căutare de oportunități de investiții interesante, legitime și propuneri de afaceri”. Lang și Kornfeld au observat anunțul și s-au întâlnit cu ceilalți doi pentru a discuta crearea unui studio de înregistrare în Woodstock, dar ideea a evoluat într-un festival de muzică și artă în aer liber, prevăzut inițial la o scară mai mică.
În aprilie 1969, superstarurile Creedence Clearwater Revival au fost primii care au semnat un contract pentru acest eveniment, fiind de acord să participe pentru zece mii de dolari.
Biletele pentru eveniment costau 18 dolari dacă erau luate în avans (echivalentul a cca. $105 în 2009, după ajustarea pentru puterea de cumpărare, și de $75, după ajustarea în funcție de inflație) și 24 dolari la intrare.
Woodstock a devenit un „concert liber” ("Free concert") numai după ce a fost evident faptul că evenimentul atrăgea sute de mii de oameni mai mulți decât numărul pentru care se pregătiseră organizatorii.

### Selectarea locul de desfășurare
Concertul a fost inițial programat să aibă loc în cei 300 de acri (1,2 km2) ai parcului Mills Industrial Park în orașul Wallkill, New York (stat). În primăvara anului 1969, au închiriat terenul contra valorii de 10.000 dolari, oficialii orașului asigurându-se că la festival nu vor participa mai mult de 50.000 persoane. Rezidenții orașului s-au opus proiectului. La începutul lunii iulie, consiliul orașului a adoptat o lege prin care orice reuniune de peste 5.000 de oameni necesita permisiune. Astfel, pe 15 iulie 1969 organizarea festivalului a fost interzisă.
După acest episod Lang a fost prezentat lui Sam Yasgur, fiul lui Max, cu care s-a pus de acord în legătură cu închirierea terenului. În Bethel, organizatorii festivalului au asigurat autoritățile că participanții nu vor depăși 50.000.

### Concertul "Liber"
La o reuniune ce a avut loc cu trei zile înainte evenimentului, organizatorii au simțit că au două opțiuni. O opțiune a fost de a îmbunătăți gardul și securitatea, lucru care ar fi putut conduce la violență. A doua opțiune consta în investirea tuturor resurselor pentru a finaliza scena. Nimeni nu bănuise numărul mare de persoane ce se strânsese mai devreme cu o săptămână de începerea programelor anunțate. În ziua de vineri, la prânz coloanele de mașini se deplasau cu 10 km în 5 ore, ajungând ca în cele din urmă șoferii să-și abandoneze mașinile pe șosele, ultimii 10-20 km parcurgându-i pe jos.
Gardul a fost tăiat cu o noapte înainte de concert de către UAW/MF (Up Against the Wall Motherfuckers), lucru ce a determinat mult mai multă lume să vină la festival.
Până la urmă, pe aceea pajiște s-au înghesuit o jumătate de milion de oameni, alte trei sferturi de milion fiind nevoite să se întoarcă, după ce s-au convins că nu mai pot înainta.

## Programul evenimentului

Coperta Ghidului Programului Woodstock

Pe parcursul zilelor de 15, 16, 17 și 18 august, pe scena amplasată la ferma lui Yasgur au cântat cele mai cunoscute nume ale vremii. Este vorba despre 32 de recitaluri live.

### Vineri, 15 August
Ziua de 15 august a fost dedicată artiștilor folk. Oficial, a început la ora 17:07, cu un concert al lui Richie Havens.
- Richie Havens
  1. „Minstrel From Gault”
  2. „From The Prison>Get Together>From The Prison”
  3. „I’m A Stranger Here”
  4. „High Flyin' Bird”
  5. „I Can't Make It Any More”
  6. „With a Little Help from My Friends”
  7. „Strawberry Fields Forever / Hey Jude”
  8. „I Had A Woman”
  9. „Handsome Johnny”
  10. „Freedom/Motherless Child”

- Swami Satchidananda - a rostit primele cuvinte despre menirea festivalului.

- Sweetwater
  1. „What's Wrong”
  2. „Motherless Child”
  3. „Look Out”
  4. „For Pete's Sake”
  5. „Day Song”
  6. „Crystal Spider”
  7. „Two Worlds”
  8. „Why Oh Why”

- The Incredible String Band
  1. „Invocation”
  2. „The Letter”
  3. „This Moment”
  4. „When You Find Out Who You Are”

- Bert Sommer
  1. „Jennifer”
  2. „The Road To Travel”
  3. „I Wondered Where You Be”
  4. „She's Gone”
  5. „Things Are Going my Way”
  6. „And When It's Over”
  7. „Jeanette”
  8. „America”
  9. „A Note That Read”
  10. „Smile”

- Tim Hardin
  1. „If I Were a Carpenter”
  2. „Misty Roses”
  3. „Simple Song Of Freedom”
  4. „Hang Onto A Dream”

- Ravi Shankar - a cântat cele 5 melodii în ploaie
  1. „Raga Puriya-Dhanashri/Gat In Sawarital”
  2. „Tabla Solo In Jhaptal”
  3. „Raga Manj Kmahaj”
  4. „Iap Jor”
  5. „Dhun In Kaharwa Tal”

- Melanie
  1. „Tuning My Guitar”
  2. „Johnny Boy”
  3. „Beautiful People”
  4. „Birthday Of The Sun”
  5. „Momma Momma”

Joan Baez - Ghidul Programului Woodstock

- Arlo Guthrie - nu se cunoaște ordinea melodiilor
  1. „Coming Into Los Angeles”
  2. „Walking Down the Line”
  3. „Wheel Of Fortune”
  4. „Every Hand In The Land”
  5. „Story about Moses and the Brownies”
  6. „Amazing Grace”

- Joan Baez - gravidă în luna a șasea
  1. Povestea despre cum Federal Marshals a ajuns sa-l aresteze pe David Harris
  2. „Joe Hill”
  3. „Sweet Sir Galahad”
  4. „Hickory Wind”
  5. „Drugstore Truck Driving Man” duet cu Jeffrey Shurtleff
  6. „Sweet Sunny South”
  7. „Warm and Tender Love”
  8. „Swing Low, Sweet Chariot”
  9. „We Shall Overcome”

### Sâmbătă, 16 August
Spectacolul a început în jurul orei 12:15, artiștii cântând fără oprire până a doua zi la ivirea primelor raze ale soarelui.
- Quill
  1. „They Live the Life”
  2. „BBY”
  3. „Waitin' For You”
  4. „That's How I Eat / Jam”

- Keef Hartley Band
  1. „Spanish Fly”
  2. „Believe In You”
  3. „Rock Me Baby”
  4. „Medley”
  5. „Leavin' Trunk”
  6. „Sinnin' For You”

- Country Joe McDonald
  1. „Janis”
  2. „Rockin All Around The World”
  3. „Flyin' High All Over the World”
  4. „Seen A Rocket Flyin'”
  5. „The "Fish" Cheer/I-Feel-Like-I'm-Fixin'-To-Die Rag”

- John Sebastian
  1. „How Have You Been”
  2. „Rainbows Over Your Blues”
  3. „I Had a Dream”
  4. „Darlin' Be Home Soon”
  5. „Younger Generation”

- Santana
  1. „Waiting”
  2. „You Just Don't Care”
  3. „Savor”
  4. „Jingo”
  5. „Evil Ways”
  6. „Persuasion”
  7. „Soul Sacrifice”
  8. „Fried Neckbones”

- Canned Heat
  1. „A Change Is Gonna Come/Leaving This Town”
  2. „Going Up the Country”
  3. „Let's Work Together”
  4. „Woodstock Boogie”
  5. „On The Road Again”

- Mountain
  1. „Blood of the Sun”
  2. „Stormy Monday”
  3. „Long Red”
  4. „Beside The Sea”
  5. „For Yasgur's Farm”
  6. „You and Me”
  7. „Theme for an Imaginary Western”
  8. „Waiting To Take You Away”
  9. „Dreams of Milk and Honey”
  10. „Blind Man”
  11. „Blue Suede Shoes”
  12. „Southbound Train”

- Grateful Dead
  1. „St. Stephen”
  2. „Mama Tried”
  3. „Dark Star”
  4. „High Time”
  5. „Turn on Your Love Light”

- Creedence Clearwater Revival
  1. „Born on the Bayou”
  2. „Green River”
  3. „Ninety-Nine and a Half (Won't Do)”
  4. „Commotion”
  5. „Bootleg”
  6. „Bad Moon Rising”
  7. „Proud Mary”
  8. „I Put a Spell on You”
  9. „Night Time is the Right Time”
  10. „Keep On Chooglin'”
  11. „Suzie Q”

- Janis Joplin și The Kozmic Blues Band
  1. „Raise Your Hand”
  2. „As Good As You've Been To This World”
  3. „To Love Somebody”
  4. „Summertime”
  5. „Try (Just A Little Bit Harder)”
  6. „Kozmic Blues”
  7. „Can't Turn You Loose”
  8. „Work Me Lord”
  9. „Piece of My Heart”
  10. „Ball 'n' Chain”

- Sly & the Family Stone
  1. „M'Lady”
  2. „Sing a Simple Song”
  3. „You Can Make It If You Try”
  4. „Everyday People”
  5. „Medley: Dance To The Music/Music Lover/I Want To Take You Higher”
  6. „I Want to Take You Higher”
  7. „Love City”
  8. „Stand!”

The Who - Pagina de prezentare din Ghidul Programului Woodstock

- The Who - au intrat pe scenă la ora 04:00
  1. „Heaven and Hell”
  2. „I Can't ExplaiN”
  3. „It's a Boy”
  4. „1921”
  5. „Amazing Journey”
  6. „Sparks”
  7. „Eyesight to the Blind”
  8. „Christmas”
  9. „Tommy Can You Hear Me?”
  10. „Acid Queen”
  11. „Pinball Wizard”
  12. „Incidentul Abbie Hoffman”
  13. „Do You Think It's Alright?”
  14. „Fiddle About”
  15. „There's a Doctor”
  16. „Go to the Mirror”
  17. „Smash the Mirror”
  18. „I'm Free”
  19. „Tommy's Holiday Camp”
  20. „We're Not Gonna Take It”/„See Me, Feel Me”
  21. „Summertime Blues”
  22. „Shakin' All Over”
  23. „My Generation”
  24. „Naked Eye”

- Jefferson Airplane
  1. „Other Side of This Life”
  2. „Somebody To Love”
  3. „Three-Fifths of a Mile In 10 Seconds”
  4. „Won't You Try”/„Saturday Afternoon”
  5. „Eskimo Blue Day”
  6. „Plastic Fantastic Lover”
  7. „Wooden Ships”
  8. „Uncle Sam's Blues”
  9. „Volunteers”
  10. „Ballad of You & Me & Pooneil”
  11. „Come Back Baby”
  12. „White Rabbit”
  13. „House At Pooneil Corners”

### Duminică 17 August, Luni 18 August
- Joe Cocker
  1. „Dear Landlord”
  2. „Delta Lady”
  3. „Something Comin' On”
  4. „Do I Still Figure In Your Life”
  5. „Feelin' Alright”
  6. „Just Like A Woman”
  7. „Let's Go Get Stoned”
  8. „I Don't Need A Doctor”
  9. „I Shall Be Released”
  10. „With a Little Help from My Friends”

- Recitalul artistului s-a încheiat în zgomotele unei furtuni care a reușit să întrerupă orice activitate preț de câteva ore.

- Country Joe and the Fish - în jurul orei 18:00
  1. „Rock and Soul Music”
  2. „Love”
  3. „Love Machine”
  4. „The „Fish” Cheer”/„I-Feel-Like-I'm-Fixin'-To-Die Rag”

- Ten Years After
  1. „Good Morning Little Schoolgirl”
  2. „I Can't Keep From Crying Sometimes”
  3. „I May Be Wrong, But I Won't Be Wrong Always”
  4. „Hear Me Calling”
  5. „I'm Going Home”

- The Band
  1. „Chest Fever”
  2. „Tears of Rage”
  3. „We Can Talk”
  4. „Don't You Tell Henry”
  5. „Don't Do It”
  6. „Ain't No More Cane”
  7. „Long Black Veil”
  8. „This Wheel's On Fire”
  9. „I Shall Be Released”
  10. „The Weight”
  11. „Loving You Is Sweeter Than Ever”

- Blood, Sweat & Tears
  1. „More and More”
  2. „I Love You More Than You'll Ever Know”
  3. „Spinning Wheel”
  4. „I Stand Accused”
  5. „Something Comin' On”

- Johnny Winter
  1. „Mama, Talk to Your Daughter”
  2. „To Tell the Truth”
  3. „Johnny B. Goode”
  4. „Six Feet In the Ground”
  5. „Leland Mississippi Blues/Rock Me Baby”
  6. „Mean Mistreater”
  7. „I Can't Stand It” (feat. Edgar Winter)
  8. „Tobacco Road” (feat. Edgar Winter)
  9. „Mean Town Blues”

- Crosby, Stills, Nash & Young - au început în jur de ora 03:00
  - Acustic Set

  1. „Suite: Judy Blue Eyes”
  2. „Blackbird”
  3. „Helplessly Hoping”
  4. „Guinnevere”
  5. „Marrakesh Express”
  6. „4 + 20”
  7. „Mr. Soul”
  8. „Wonderin'”
  9. „You Don't Have To Cry”

- - Electric Set

  1. „Pre-Road Downs”
  2. „Long Time Gone”
  3. „Bluebird Revisited”
  4. „Sea of Madness”
  5. „Wooden Ships”
  6. „Find the Cost of Freedom”
  7. „49 Bye-Byes”

- - Neil Young a sărit peste majoritatea cântecelor din setul acustic (excepție făcând "Mr. Soul" și "Wonderin'").

- Paul Butterfield Blues Band
  1. „Everything's Gonna Be Alright”
  2. „Driftin'”
  3. „Born Under a Bad Sign”
  4. „Morning Sunrise”
  5. „Love March”

- Sha-Na-Na
  1. „Na Na Theme”
  2. „Yakety Yak”
  3. „Teen Angel”
  4. „Jailhouse Rock”
  5. „Wipe Out”
  6. „A Teenager in Love”
  7. „Book of Love”
  8. D„uke of Earl”
  9. „At the Hop”
  10. „Na Na Theme”

- Jimi Hendrix
  1. „Message to Love”

Pagina de prezentare a lui Jimi Hendrix - Ghidul Programului Woodstock

  2. „Hear My Train A Comin'” (intitulată "Get My Heart Back Together" pe albumul Woodstock 2)
  3. „Spanish Castle Magic”
  4. „Red House” (Coarda E-mare s-a rupt, Jimi Hendrix cântând restul melodiilor cu doar cele cinci corzi rămase).
  5. „Mastermind” (scris și cântat de Larry Lee)
  6. „Lover Man”
  7. „Foxy Lady”
  8. „Jam Back at the House”
  9. „Izabella”
  10. „Gypsy Woman”/„Aware of Love”
  11. „Fire”
  12. „Voodoo Child (Slight Return)”/„Stepping Stone”
  13. „The Star-Spangled Banner”
  14. „Purple Haze”
  15. „Woodstock Improvisation”/„Villanova Junction”
  16. „Hey Joe”

### Invitații de participare refuzate
- The Beatles
- The Doors - ei au refuzat invitația deoarece au crezut că va fi o repetare a festivalului "Monterey Pop Festival"
- Led Zeppelin
- Jethro Tull
- Tommy James and the Shondells - au refuzat invitația. Tommy James a declarat mai târziu: „Eram în Hawaii, când m-a sunat secretara și mi-a spus: <<Apropo, este acest porcar din nordul statului New York care dorește să cântați pe câmpul său>>. Acesta este modul în care evenimentul mi-a fost expus. Așa că nu am participat, și abia câteva zile mai târziu am realizat ce am ratat.”
- Bob Dylan

## Urmările
Max Yasgur a refuzat să închirieze ferma pentru o nouă ediție a festivalului în 1970, spunând: „În ceea ce mă privește, am de gând să mă ocup de conducerea unei ferme de produse lactate”. Yasgur a vândut ferma în 1971, iar în 1973 a murit.
Statul New York și orașul Betel au adoptat legi cu privire la adunări ale maselor, destinate să prevină alte festivaluri să mai aibă loc. Au fost făcute încercări de a preveni ca pajiștea să mai fie vizitată, proprietarii răspândind gunoi de grajd, iar cu ocazia unei aniversări drumul a fost blocat de tractoare și mașini ale polițiștilor. Cu ocazia aniversării a 20 de ani de la festival (în 1989), 20.000 de oameni au reușit să se adune pe pajiște.
Un localnic a pus un monument pe locul unde a avut loc festivalul, iar în 1997, un grup din comunitate a pus un semn de bun-venit pentru vizitatori.

## Woodstock astăzi
Pajiștea și zona scenei au rămas conservate. Pe teren există rămășițele unei flori de neon și al unui bas de la concertul original. În mijlocul câmpului, există un totem cu sculpturi în lemn reprezentându-i pe Jimi Hendrix la mijloc, Janis Joplin pe partea de sus și Jerry Garcia în partea de jos, iar pe deal a fost ridicată o sală de concerte. Terenul vechii ferme a lui Yasgur este încă vizitat de oameni de toate vârstele.
În 1997, terenul unde s-a desfășurat concertul și încă 1400 de acri (5,7 km2) din împrejurimi au fost achiziționate de Alan Gerry, în scopul de a crea centrul pentru artă Betel Woods Center for the Arts. Centrul și-a avut deschiderea la data de 1 iulie 2006, pe scenă performând orchestra simfonică New York Philharmonic.
În iunie 2008 a avut loc deschiderea muzeului The Museum at Bethel Woods.

## Galerie

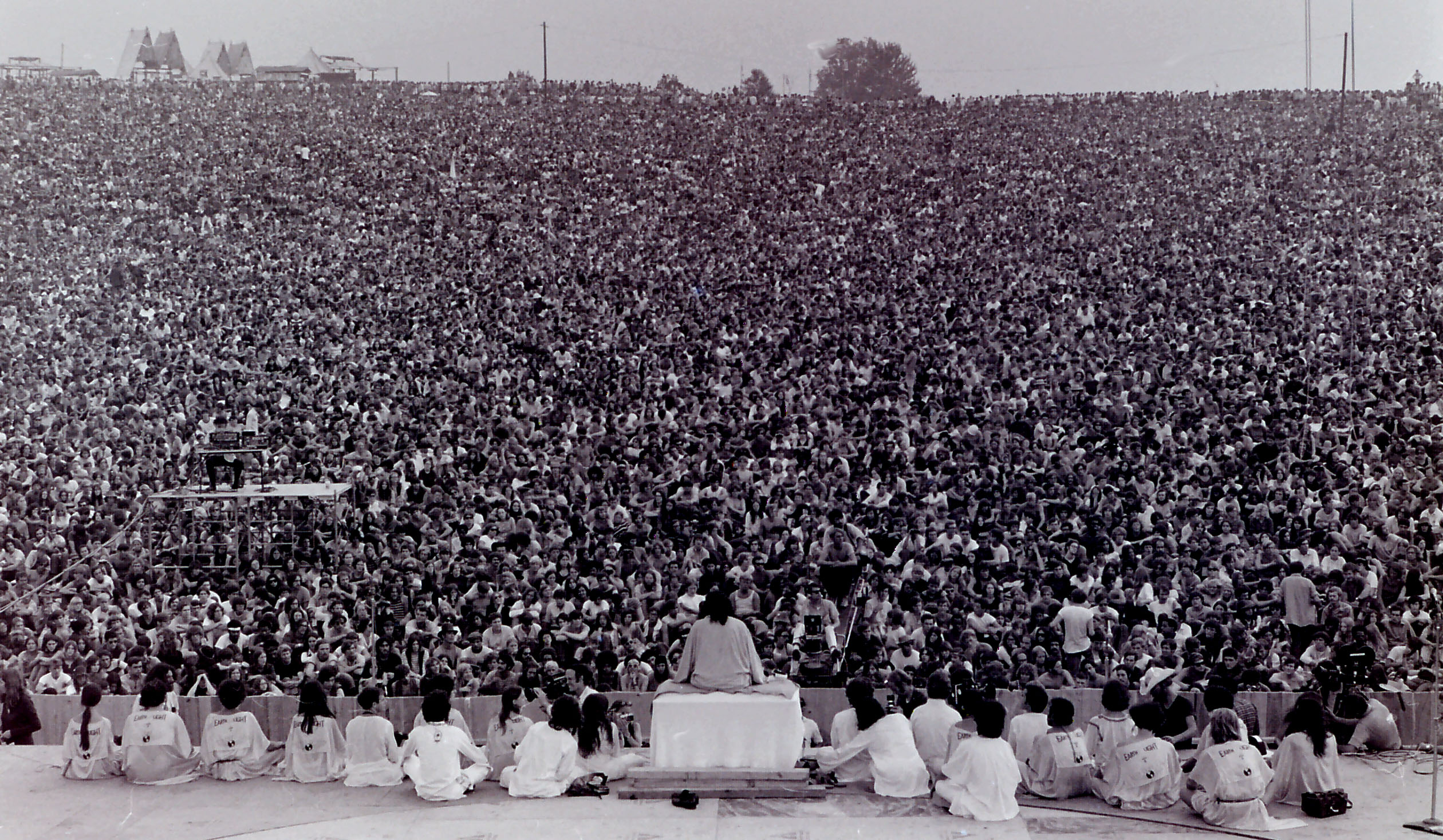
Ceremonia de deschidere la Woodstock. Swami Satchidananda dă discursul de deschidere
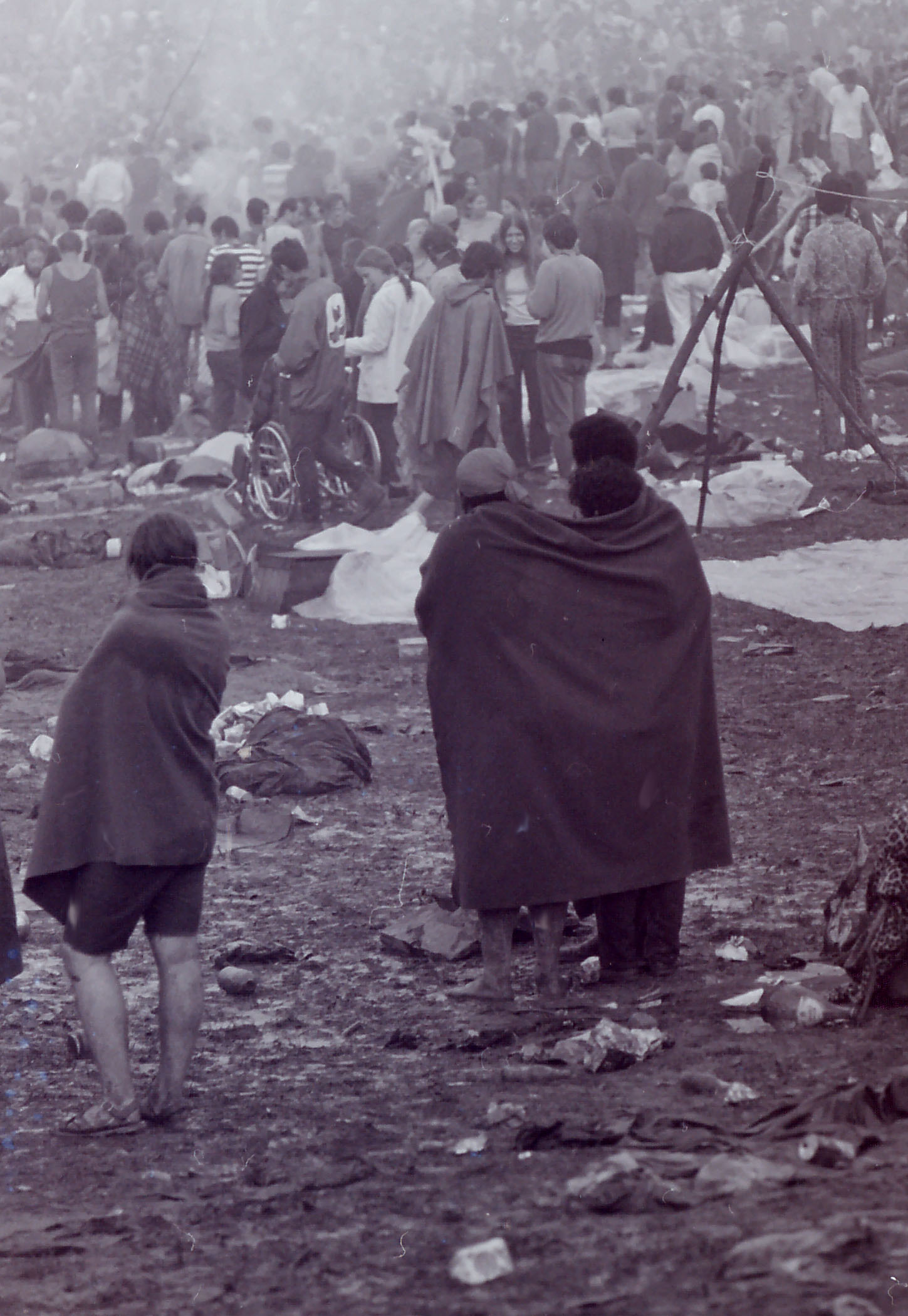
O zi ploioasă (15 august 1969)
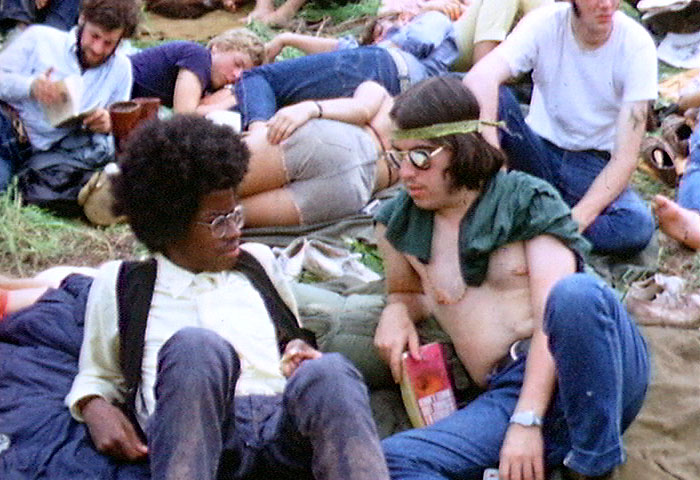
Doi hippie la Woodstock
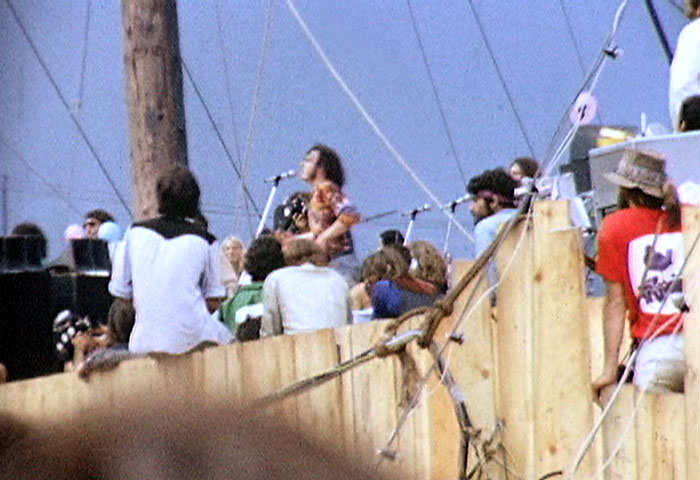
Joe Cocker și Grease Band care interpretează la Woodstock
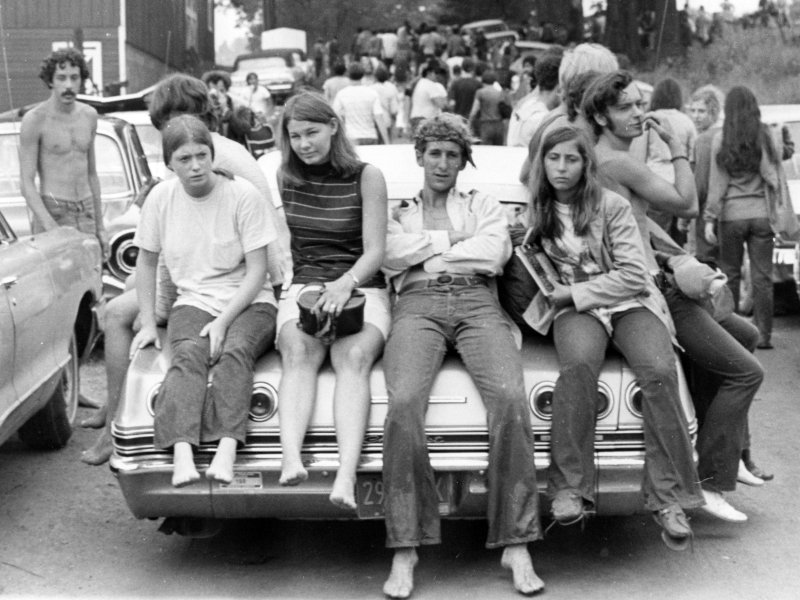
Fotografie făcută în apropiere de Woodstock pe 18 august 1969
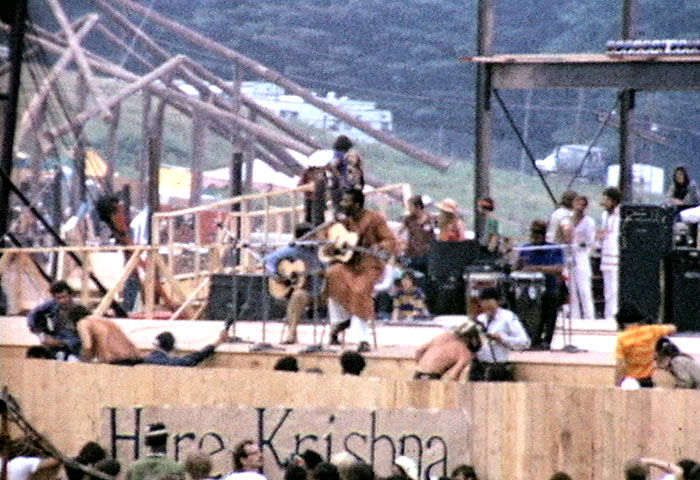
Richie Havens interpretează la Woodstock
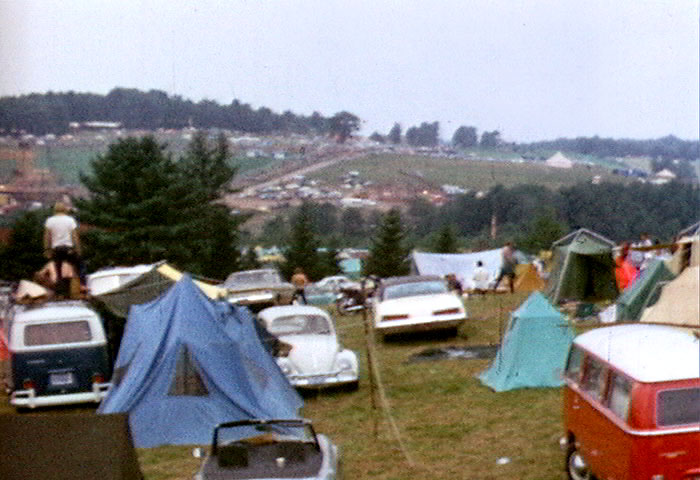
Corturi și mașini ale spectatorilor la Woodstock